# Andrew Van Ginkel
(en) Statistiques sur pro-football-reference
Andrew Van Ginkel, né le 1er juillet 1995 à Rock Valley en Iowa, est un joueur professionnel américain de football américain évoluant au poste de linebacker dans la National Football League (NFL) depuis la saison 2019 et jouant actuellement pour les Vikings du Minnesota. 
Au niveau universitaire, il a joué principalement pour les Badgers de l'université du Wisconsin dans la NCAA Division I FBS avant d'être sélectionné lors du 5e tour de la draft 2019 par la franchise des Dolphins de Miami.
Devenu agent libre en 2024, il rejoint les Vikings.

## Biographie

### Carrière universitaire
Van Ginkel ne reçoit pas d'offres de la part des équipes de la FBS après ses années au lycée. Il rejoint alors les Coyotes du Dakota du Sud évoluant dans la NCAA Division I FCS. Il ne joue pas lors de sa première saison (redshirt).
Après avoir été titulaire lors de sa deuxième saison, il quitte l'université pour le collège communautaire Iowa Western et joue une saison dans la National Junior College Athletic Association (NJCAA).
Ceci lui permet d'être transféré aux Badgers du Wisconsin sans perdre une année d'éligibilité. Bien qu'ayant reçu des offres des Cornhuskers du Nebraska et des Hawkeyes de l'Iowa, il a décidé de rejoindre l'unité de linebackers de Wisconsin composée entre autres de Chris Orr, Jack Cichy, T. J. Edwards et Ryan Connelly. Il est sélectionné dans la 3e équipe de la Big Ten Conférence en 2018.

### Carrière professionnelle

#### Draft
Après deux saisons avec les Badgers, Van Ginkel se présente à la draft 2019 où il est sélectionné en 159e choix global lors du cinquième tour par la franchise les Dolphins de Miami.

#### Dolphins de Miami (2019-2023)
Van Ginkel se fait remarquer chez les professionnels pour ses blitz sur quarterback. Ses performances sont alors comparées à celles de Devin White, cinquième choix de la même draft.
Il est placé sur la liste des réservistes blessés le 6 septembre 2019, revient sur les terrains d'entraînement le 13 novembre 2019 et peut rejouer dès le 20 novembre. Contre les Rams le 1er novembre 2020 (victoire 27 à 17), il récupère un fumble du quarterback Jared Goff qu'il retourne sur 78 yards en touchdown. Il s'agit à l'époque du deuxième plus long retour sur fumble de l'histoire des Dolphins. En, 11e semaine contre les Broncos (défaite 13 à 20), il force un fumble du running back Melvin Gordon qui est recouvert par son équipe sur la ligne d'en-but.
Le 23 mars 2023, il signe une prolongation de contrat d'un an avec les Dolphins.
Le 9 janvier 2024, il est placé sur la liste des blessés par les Dolphins.

#### Vikings du Minnesota
Le 13 mars 2024, Van Ginkel signe un contrat d'un an avec les Vikings du Minnesota.